# Panquehue
Panquehue é uma comuna da província de San Felipe de Aconcágua, localizada na Região de Valparaíso, Chile. Possui uma área de 121,9 km² e uma população de 6.567 habitantes (2002).